# Friedmann Endre (fotóriporter)
Friedmann Endre (Újpest, 1934. július 4. – Budapest, 2018. július 15.) magyar fotóriporter, az MTI örökös tudósítója.

## Életpályája
Friedmann Vilmos (1896–1979) cégvezető és Stark Jolán (1905–1985) fiaként született. Már gyerekkorában elbűvölte a fényképészet. Közgazdasági szakközépiskolába járt, de 1951-ben félbehagyta, és segédmunkásnak jelentkezett a Magyar Fotó Állami Vállalathoz, a Magyar Távirati Iroda egyik jogelődjéhez. Később elvégezte a Képző- és Iparművészeti Szakközépiskolát. 1952-ben a pákozdi csata évfordulóján rendezett ünnepségen fényképezett először egy kölcsönkapott géppel, amikor a hivatalos fényképész nem érkezett meg. Ezért nemsokára fotóriporterként alkalmazták. Honvédelmi tudósítóként alkalma volt rendszeresen fényképezni a fegyveres testületek eseményeit, a polgári védelmi gyakorlatokat. Egyedüli magyar fényképész, aki 1968-ban több száz fényképet készített a csehszlovákiai intervencióról. 1973-ban négy hónapot töltött Vietnámban, ahol lefényképezte a hadifogolycserét, és életveszélyesen megbetegedett. Végigkövethette az első magyar űrhajós, Farkas Bertalan bajkonuri felkészülését. A rendszerváltás után Antall József kormányfőt kísérve megjárta Amerikát. Fényképezett híres színészeket is (például Elizabeth Taylor, Richard Burton).
A Kozma utcai izraelita temetőben nyugszik.

## Munkássága
Főleg fekete-fehér képeket készített. Szerette megörökíteni a pillanatot. Művei megtalálhatók a párizsi Bibliothéque nationale de France-ban, a kecskeméti Magyar Fotográfiai Múzeumban, a Magyar Nemzeti Múzeum Történeti Fényképtárában és a Körmendi-Csák 20. századi Magyar Fotóművészeti Gyűjteményben.

### Albumai
- Emberek – Budapesti életképek, 2005
- A pillanatból élek (Fényképek az életműből 1954-1979), 2006

## Díjai, elismerései
- Fotokina nagydíj, Köln, 1963
- Nemzetközi Fotóművészet Kiválósága Diplomája (EFIAP), 1967
- World Press Photo aranyérme, 1974
- Balázs Béla-díj, 1976
- Rózsa Ferenc-díj, 1987
- Aranytollas újságíró, 2000
- Magyar Fotóművészek Szövetségének életműdíja, 2004
- Táncsics Mihály-díj, 2006
- A Magyar Távirati Iroda örökös tudósítója, 2006